# Королівство Неджду і Хіджазу
Королівство Неджду і Хіджазу (араб. مملكة الحجاز ونجد) — королівство, створене після того, як Хіджаз був завойований Недждом у середині 1920-х років. 8 січня 1926 року султана Неджду Ібн Сауда було короновано королем Хіджазу у Великій мечеті в місті Мекка. 29 січня 1927 року він також прийняв титул короля Неджду. Згідно з Джиддінським договором від 20 травня 1927 Абдель Азіза ібн Сауда було офіційно оголошено головою Королівства Неджду і Хіджазу.
23 вересня 1932 регіони Ель-Хаса, Катіф, Неджд і Хіджаз були об'єднані в єдину державу Королівство Саудівська Аравія.

## Міжнародне визнання
Королівство Неджду і Хіджазу було визнане СРСР у 1926, США — в 1931.
До 1932 дипломатичні місії у Джидді мали Велика Британія, СРСР, Туреччина, Персія, а Нідерланди; Французька республіка, Італійське та Єгипетські королівства мали там неофіційних представників.

## Правителі Хіджазу та Неджду
| Ім'я                  | Роки життя                                             | Початок правління | Кінець правління | Примітки                                                  | Рід     | Зображення |
| --------------------- | ------------------------------------------------------ | ----------------- | ---------------- | --------------------------------------------------------- | ------- | ---------- |
| Абдул-Азіз عبد العزيز | 26 листопада 1876 – 9 листопада 1953 (у віці 76 років) | 8 січня 1926      | 22 вересня 1932  | Син Абдуррахман ібн Фейсала і Сари бінт Ахмед Аль Судейрі | Саудити |            |

| Ім'я        | Роки життя                                         | Початок правління | Кінець правління | Примітки                                                | Рід     | Зображення |
| ----------- | -------------------------------------------------- | ----------------- | ---------------- | ------------------------------------------------------- | ------- | ---------- |
| Фейсал فيصل | 14 квітня 1906 – 25 березня 1975 (у віці 68 років) | 8 січня 1926      | 22 вересня 1932  | Син Абдель-Азіз ібн Сауда і Тарфи бінт Абдулла аш-Шейха | Саудити |            |

| Ім'я      | Роки життя                                       | Початок правління | Кінець правління | Примітки                                                    | Рід     | Зображення |
| --------- | ------------------------------------------------ | ----------------- | ---------------- | ----------------------------------------------------------- | ------- | ---------- |
| Сауд سعود | 15 січня 1902 – 23 лютого 1969 (у віці 67 років) | 8 січня 1926      | 22 вересня 1932  | Син Абдель-Азіз ібн Сауда і Вадхи бінт Мухаммада Аль Урайєр | Саудити |            |